# 阿史那思摩
阿史那 思摩（呉音：あしな しま、漢音：あしだ しば、拼音：Āshǐnà Sīmó、? - 645年）は、羈縻（きび）政策下の東突厥の可汗で、唐の軍人。頡利可汗の族人で、咄六設（官名）の子。唐より国姓である李姓を賜り、李思摩と名乗った。

## 生涯
隋の開皇19年（599年）、都藍可汗と達頭可汗に攻められた啓民可汗（当時は突利可汗）が隋に逃げ込んだので、磧北の諸部は阿史那思摩を奉じて可汗とした。のちに啓民可汗が帰国すると、阿史那思摩は可汗号を返上した。
阿史那思摩は賢く、判断力に優れていたので、歴代の始畢可汗や処羅可汗は彼を寵愛した。しかし、容貌が胡人に似ており、阿史那種（突厥人）ではないと疑われ、夾畢特勤（こうひつテギン：官名）となり、設（シャド：総督）にはなれなかった。
唐の武徳（618年 - 626年）の初め、阿史那思摩は何度か頡利可汗の命で唐への使者を務めたので、高祖はその誠意に喜び、彼を和順郡王に封じた。
貞観（627年 - 649年）の初め、東突厥諸部が唐と内通し、頡利可汗から離反する中、阿史那思摩だけは頡利可汗のもとに留まり、最後まで抵抗を続け、貞観4年（630年）3月、ついに頡利可汗とともに捕えられた。
貞観13年（639年）6月、太宗は彼の忠義を称え、右武候大将軍・化州都督を授け、頡利可汗の故部を統領させて河南に住まわせ、懐化郡王に封じた。また、阿史那思摩を乙弥泥孰俟利苾可汗（いつびでいしゅくしりひつかがん）とし、李姓を賜い、左屯衛将軍の阿史那忠を左賢王、左武衛将軍の阿史那泥孰を右賢王とし、ふたたびモンゴル高原に戻した。
貞観15年（641年）、李思摩は民衆10数万人、勝兵4万、馬9万匹を引き連れて渡河し、故定襄城に牙を建てた。李思摩は蒙恩を落長とし、北の番犬となって唐を守護することを誓った。しかしその3年後（644年）12月、人心を得ることができず、配下の所部は離反してしまった。李思摩はそのことを恥じて唐に入朝し、宿衛に留まることを希望し、右武衛将軍を拝命した。
貞観19年（645年）、李思摩は右武衛将軍として高句麗討伐（唐の高句麗出兵）に従軍したが、流れ矢に当たってしまう。その時、太宗自らがその血を吸ったという。しかし、その怪我がもとで李思摩は京師にて死去した。太宗は兵部尚書・夏州都督を贈って昭陵に陪葬し、白道山に墳像を築き、化州にその碑を建てた。

## 参考資料
- 『旧唐書』（本紀第三、列伝第百四十四上）
- 『新唐書』（本紀第二、列伝百四十上 突厥上）